# Rhaphidorrhynchium pallido-nitidum
Rhaphidorrhynchium pallido-nitidum är en bladmossart som beskrevs av Brotherus 1925. Rhaphidorrhynchium pallido-nitidum ingår i släktet Rhaphidorrhynchium och familjen Sematophyllaceae. Inga underarter finns listade i Catalogue of Life.